# Крутов, Сергей Николаевич
Серге́й Никола́евич Кру́тов (род. 19 апреля 1969, Москва) — советский и российский футболист, полузащитник. Мастер спорта СССР. В высших дивизионах СССР и России провел 105 матчей, забил 9 мячей.

## Карьера
Сергей Крутов выступал за следующие футбольные клубы:
- ЦСКА-2 (Москва)
- ЦСКА (Москва)
- «Витесс»
- «Динамо» (Москва)
- «Динамо-Газовик»
- «Черноморец» (Новороссийск)
- «Автомобилист» (Ногинск)
- «Металлург» (Красноярск)
- «Лотто-МКМ»
- «Рыбинск»
- «Спартак (Щёлково)»

## Достижения

### Командные
- Обладатель Кубка СССР: 1990/91
- Бронзовый призёр чемпионата России: 1993

### Личные
- Мастер спорта с 1989 года.